# Pavol Rankov
Pavol Rankov (* 16. září 1964 Poprad) je slovenský spisovatel. Studoval na Filozofické fakultě UK v Bratislavě, kde také pracuje na Katedře knihovnické a informační vědy. Je laureátem Ceny Evropské unie za literaturu.
Debutoval sbírkou povídek S odstupom času (1995), která navazuje na tradice světového i domácího fantastického realismu (Jorge Luis Borges, Julio Cortázar, Lajos Grendel, Dušan Mitana), časovou a prostorovou neukotveností, resp. využitím exotických prostředí, redukovaným syžetem, dramatickým dějem, prací s prvky tajemna, mystifikace, iracionality a důrazem na překvapující pointu.
V roku 1995 se stal laureátem Ceny Ivana Kraska a v roku 1997 mu italské ministerstvo kultury udělilo mezinárodní literární cenu Premio Letterario Internazionale „Jean Monnet“. V literární soutěži Poviedka 2001 získal Cenu denníka SME.
V létě 2001 vydal druhou sbírku povídek s názvem My a oni/Oni a my.
Povídky Pavla Rankova byly uveřejněny v časopisech (v abecedním pořadí) Dotyky, Infoknihy, Kalligram (překlad do maďarštiny), Kankán, Knižná revue, Kultúrny život, Maternica, Nové slovo, Orol tatranský, Pulz, RAK – Revue aktuálnej kultúry, Romboid, Slovak Literary Review (překlad do angličtiny), Slovenské pohľady, SME, Studium (překlad do polštiny) a Tvorba T.
Prózy uveřejnil také ve sbornících Den slovakiska novellen (překlad do švédštiny), Dúšok jedu, Pontes ’96 (překlad do angličtiny), Poviedka 2001 a Úpätím času.
Na jaře roku 2003 mu v Bulharsku vyšel knižní výběr z povídek v překladu Nikolaje Fenerského.
Věnuje sa i publikování odborných textů a vydal v roku 2002 knihu Masová komunikácia, masmédiá a informačná spoločnosť. Analytický a přitom čtenářský poutavý pohled na souvislosti mezi informacemi a vývojem společnosti poskytuje v roce 2006 vydaná kniha Informačná spoločnosť - perspektívy, paradoxy, problémy.
V roku 2014 se stal laureátem ve Vratislavi udělené literární ceny „Angelus” za román Stalo sa prvého septembra (alebo inokedy) (v polském překladu Zdarzyło się pierwszego września (albo kiedy indziej)).

## Prozaické dílo
- S odstupom času (povídky, 1995)
- My a oni / Oni a my (povídky, 2001)
- V tesnej blízkosti (povídky, 2004)
- Stalo sa prvého septembra (alebo inokedy) (román, 2008, česky 2010)
- Matky (román, 2011, česky 2013)[4]
- Na druhej strane (román, 2013)
- Svätý mäsiar zo Šamorína (román, 2016)
- Miesta, čo nie sú na mape (román, 2017)
- Legenda o jazyku (román, 2018)

## Odborné publikace
- Masová komunikácia, masmédiá a informačná spoločnosť (2002)
- Informačná spoločnosť – perspektívy, paradoxy, problémy (2006)